# MEASAT-3
O MEASAT-3 é um satélite de comunicação geoestacionário malaio construído pela Boeing. Ele está localizado na posição orbital de 91,5 graus de longitude leste e é operado pela MEASAT. O satélite foi baseado na plataforma BSS-601HP e sua expectativa de vida útil é de 11 anos.

## Lançamento
O satélite foi lançado com sucesso ao espaço no dia 11 de dezembro de 2006, às 23:28:43 UTC, por meio de um veículo Proton-M/Briz-M, a partir do Cosmódromo de Baikonur, no Cazaquistão. Ele tinha uma massa de lançamento de 4.765 kg.

## Capacidade e cobertura
O MEASAT-3 é equipado com 24 transponders em banda C e 24 banda Ku para fornecer serviços de telecomunicações para a África, Oriente Médio, Europa Oriental, Ásia e Austrália.